# Łychaczycha
Łychaczycha (ukr. Лихачиха) – wieś na Ukrainie, w obwodzie kijowskim, w rejonie białocerkiewskim. W 2001 roku liczyła 214 mieszkańców.
We dworze urodził się Henryk Ułaszyn – językoznawca, slawista, profesor uniwersytetu we Lwowie, Poznaniu i Łodzi, działacz społeczny i oświatowy.
Dwór Ułaszynów w Lechaczysze został rozgromiony na początku roku 1918.